# Petrowski-Stadion
Das Petrowski-Stadion (russisch Петровский (стадион)) ist ein russischer Sportkomplex mit zahlreichen Gebäuden, Fußballstadion mit Leichtathletikanlage und war bis zum Umzug in das Sankt-Petersburg-Stadion 2017 die Heimstätte des Fußballclubs Zenit St. Petersburg.  Die Stadionkapazität liegt heute bei 20.985 Zuschauern. Seit dem Aufstieg in die Premjer-Liga 2017/18 trägt der FK Tosno seine Heimspiele im Petrowski aus.

## Geschichte
Das Stadion wurde am 26. Juli 1925 eröffnet. Bis 1992 hieß die Sportstätte Lenin-Stadion. Es wurde bis heute einige Male ausgebaut und renoviert. Gelegen ist es auf der Petrowski-Insel (russisch Петровский остров), umgeben vom Fluss Kleine Newa (russisch Малая Нева) und für Zuschauer ausschließlich über eine Brücke erreichbar. Aufgrund der eigenartigen Position mitten auf einer Insel und der dadurch ausgesetzten Witterung wurde der Bau größtenteils kritisiert. Zwischen 1957 und 1961 wurde die Kapazität auf 33.000 Sitzplätze erhöht. 1994 war das Petrowski ein Austragungsort der Goodwill Games. Für diese Veranstaltung wurde das Stadion auf 21.570 Sitzplätze zurückgebaut.

## Galerie

Innenansicht (2008)
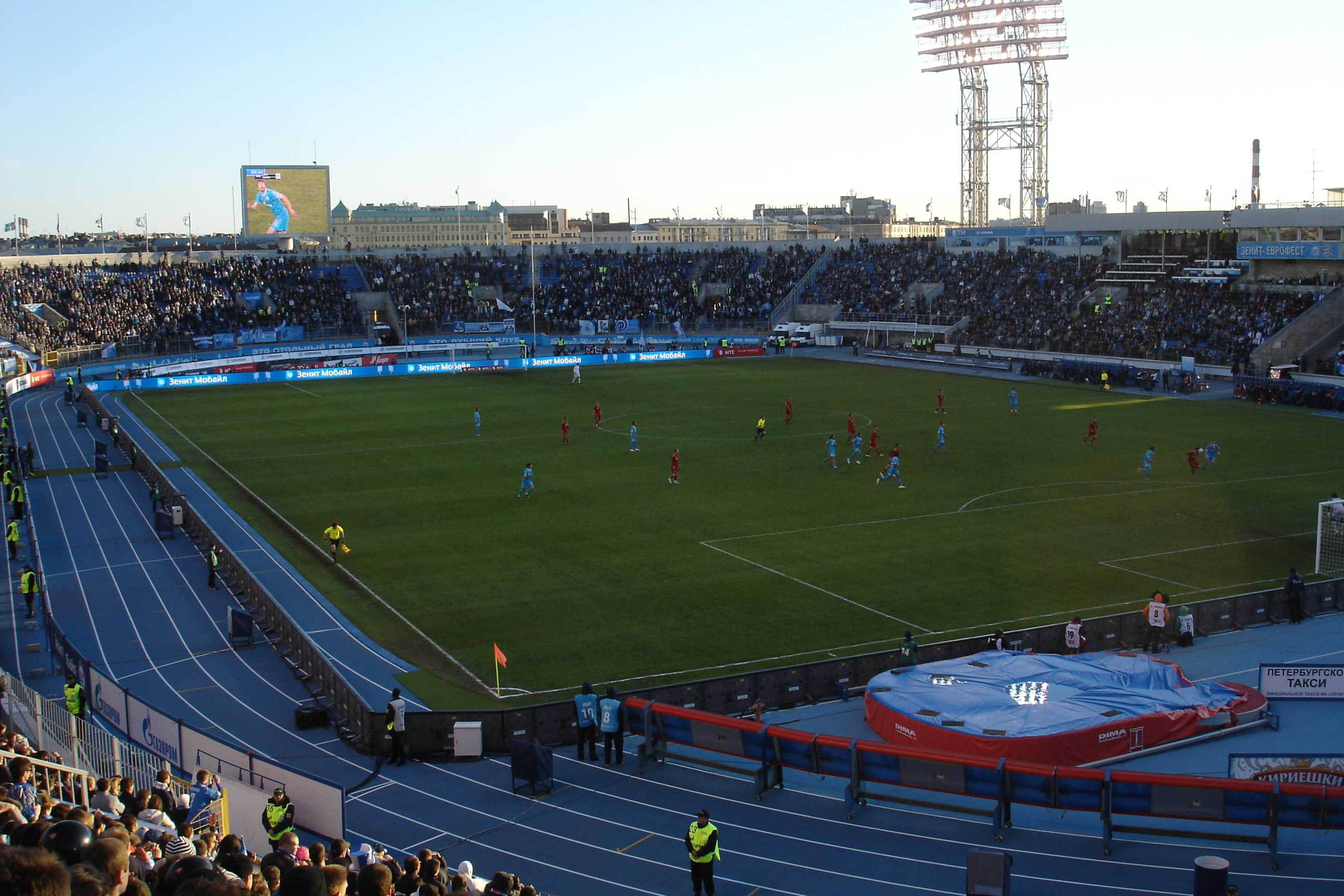
Stadion beim Spiel Zenit gegen den FC Bayern München am 18. Mai 2011
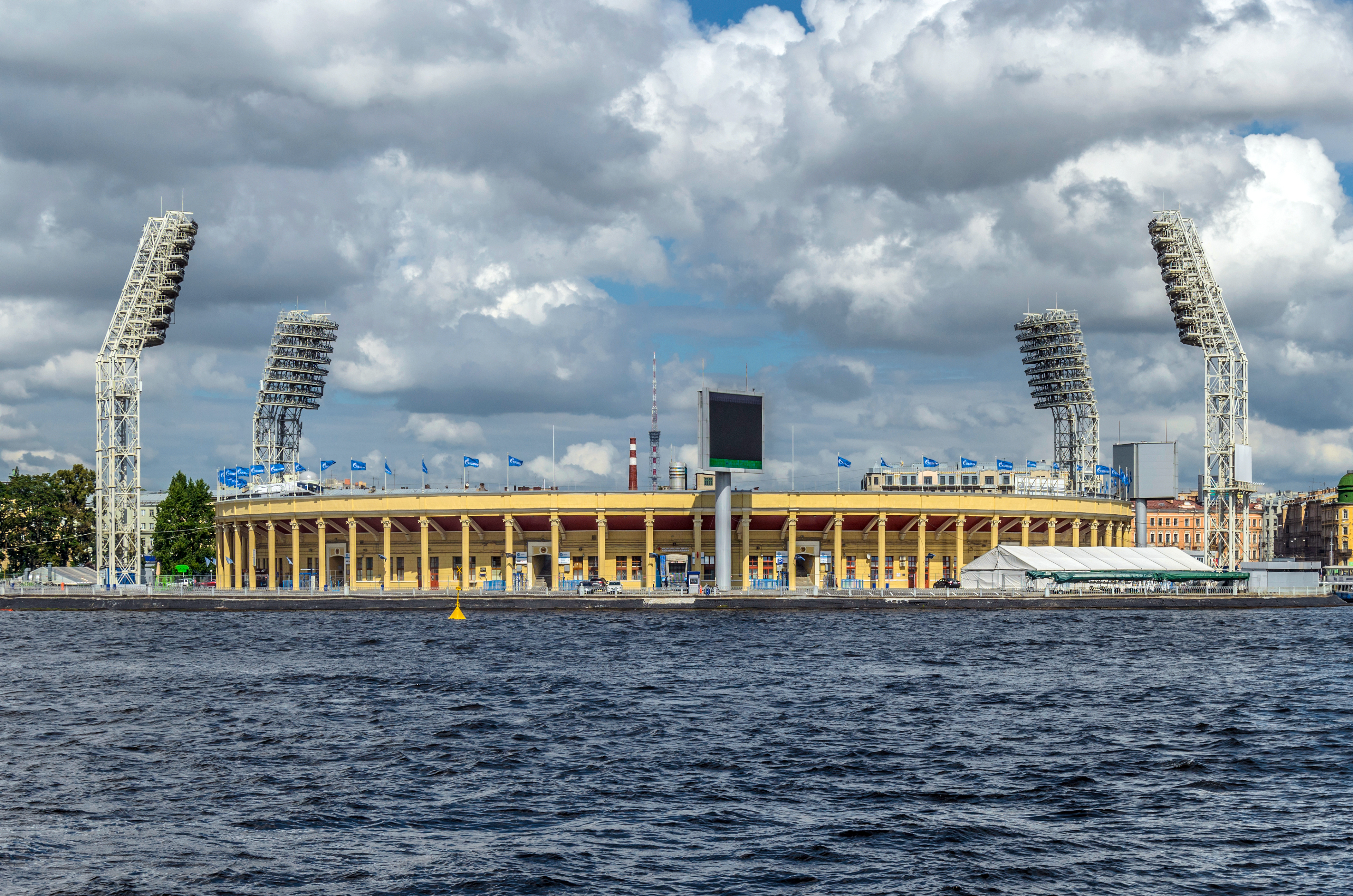
Außenansicht (2015)